# Daniel Burley Woolfall
Daniel Burley Woolfall (ur. 15 czerwca 1852, zm. 24 października 1918) – angielski działacz sportowy.
Pracował jako urzędnik w merostwie w Blackburn; działał w krajowej federacji piłkarskiej, był prezesem klubu Blackburn Rovers oraz okręgu Lancashire. 4 czerwca 1906 na kongresie FIFA w Berlinie został wybrany na drugiego przewodniczącego w historii federacji po tym, jak dotychczasowy przewodniczący, Francuz Robert Guerin, dyplomatycznie ustąpił ze stanowiska na rzecz przedstawiciela „ojczyzny futbolu”. Pozostał szefem FIFA do końca życia.